# Babydog
Babydog Justice é um buldogue inglês que pertence ao atual senador e ex-governador Jim Justice. Descrita pelo jornal The Washington Post como uma “figura fixa na política da Virgínia Ocidental”, é conhecida por acompanhar regularmente Justice em compromissos públicos.

## Vida pessoal

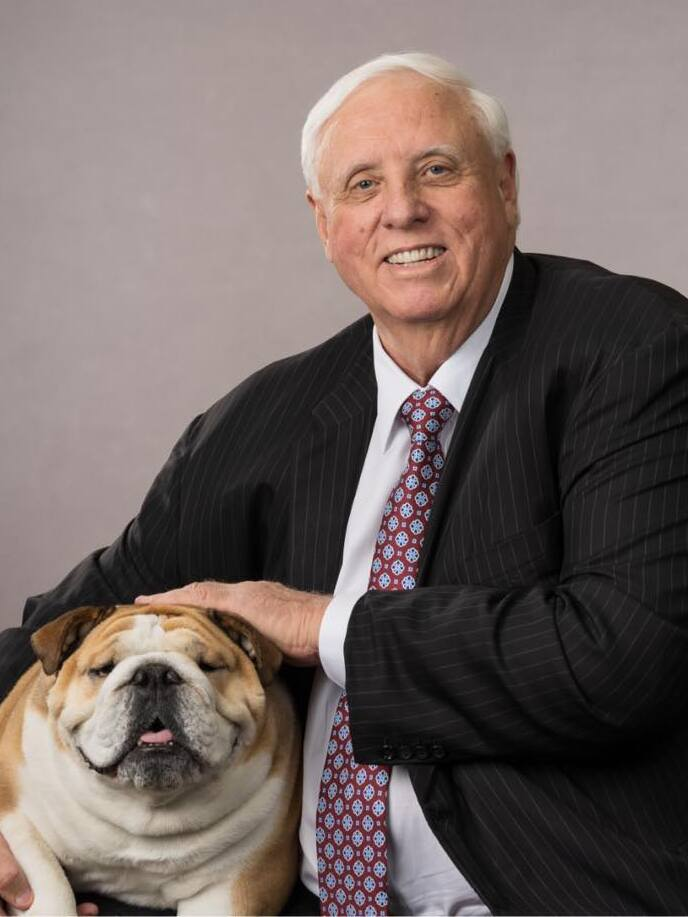
Portrait of Justice and Babydog, 2025

Babydog foi uma prenda dos seus filhos a Jim Justice em 2019. De acordo com Justice, o seu nome foi-lhe dado quando era um cachorrinho, depois de Justice perguntar “para onde foi aquele cãozinho?”, e o nome pegou. Justice descreveu Babydog como um “pequeno malandro que parece uma melancia castanha que adora toda a gente”. Adora nuggets de frango da Wendy's e detesta aipo.
Em fevereiro de 2024, Babydog foi submetido com sucesso a uma cirurgia aos ligamentos.

## Vida na política
Durante a pandemia de COVID-19 em 2021, Justice utilizou o slogan “Do It for Babydog” para promover uma lote de vacinas destinada a incentivar os habitantes das Virgens Ocidentais a vacinarem-se contra a COVID-19.
Devido às frequentes aparições de Babydog com Justice em várias conferências de imprensa e eventos na Virgínia Ocidental, Babydog tornou-se rapidamente uma figura popular na política da Virgínia Ocidental. Um evento em particular em ganhou atenção nacional: enquanto proferia o discurso anual sobre o panorama orçamentário do Estado, Justice respondeu a um tweet da atriz Bette Midler que chamava aos habitantes das Virgens Ocidentais “pobres, analfabetos e drogados” (em resposta à oposição do senador e ex-governador Joe Manchin ao plano Build Back Better do Presidente Joe Biden) segurando Babydog e dizendo a Midler, bem como aos seus críticos, para “beijarem o seu traseiro”.

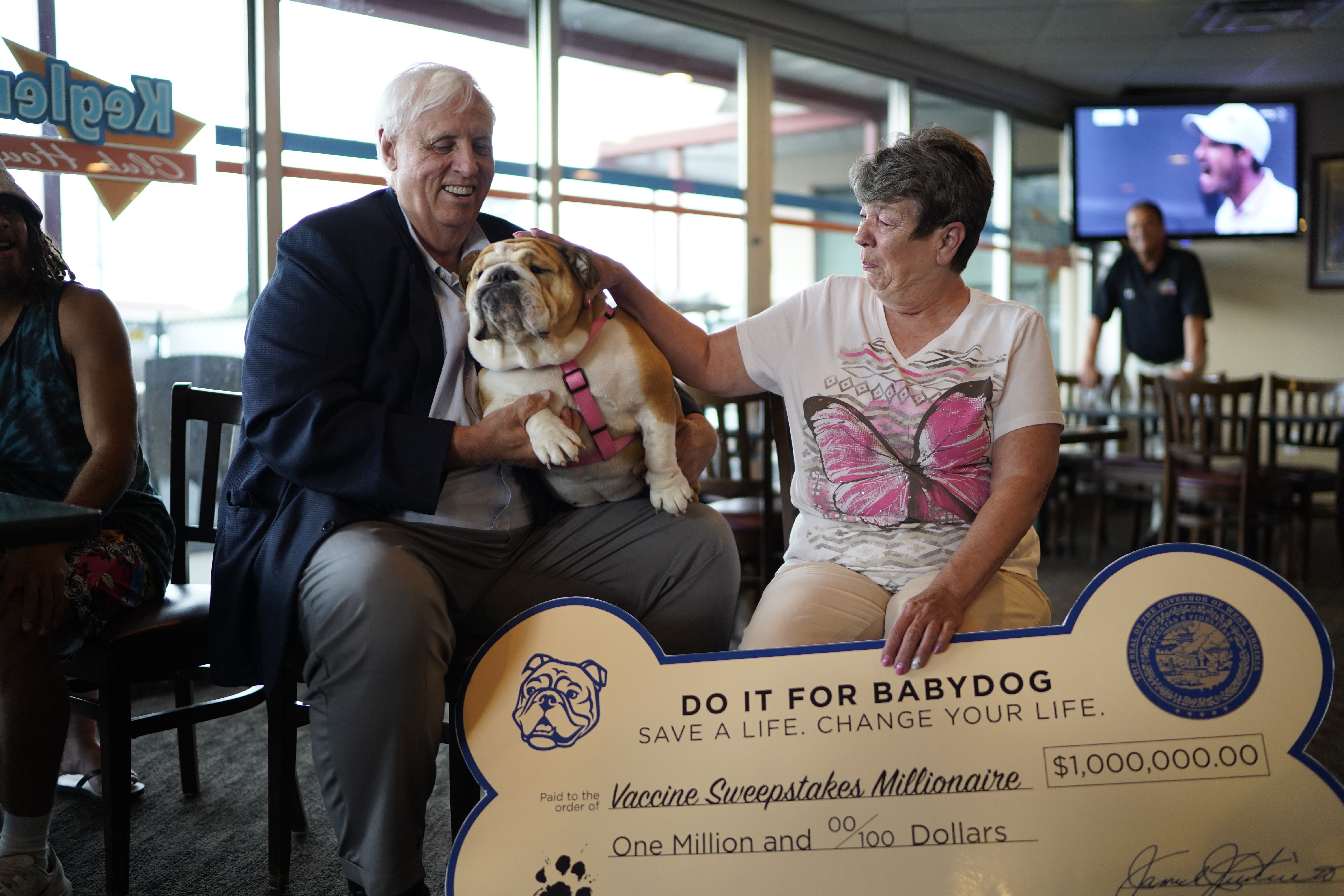
Babydog e Jim Justice entregam um prémio a um vencedor do sorteio “Do It for Babydog".

Em 2023, uma cascata no Parque Estadual Babcock foi renomeada para “Babydog Falls” em sua homenagem. Além disso, em junho de 2024, um mural retratando a história da Virgínia Ocidental foi revelado no Capitólio Estadual da Virgínia Ocidental e incluía uma semelhança de Babydog. No mês de agosto de 2024, associados de Jim Justice registraram um comitê de ação política denominado “Babydog's Almost Heaven PAC”.
Babydog apareceu com Justice no segundo dia da Convenção Nacional do Partido Republicana de 2024, o que suscitou aplausos dos participantes. O jornal The New York Times relatou que a sua recepção teve “uma energia geralmente reservada apenas para o ex-presidente Donald Trump”. Em novembro de 2024, Babydog foi proibida de aparecer no plenário do Senado dos Estados Unidos porque não é um cão de serviço.